# بخش نالوس
بخش نالوس یکی از بخش‌های تابعه شهرستان اشنویه در استان آذربایجان غربی در شمال غربی ایران است.

## تقسیمات کشوری
دهستان‌های بخش نالوس
- دهستان اشنویه جنوبی
- دهستان هق

شهرها: نالوس.

## جمعیت
بنابر سرشماری مرکز آمار ایران، جمعیت بخش نالوس شهرستان اشنویه در سال ۱۳۸۵ برابر با ۱۵۳۳۳ نفر بوده‌است.